# Mongnai
Mongnai är en kommun i Myanmar.   Den ligger i regionen Shanstaten, i den centrala delen av landet, 230 km öster om huvudstaden Naypyidaw. Antalet invånare är 25 019.